# هانترس (هلنا وین)
هانترس عصر برنز (به انگلیسی: Huntress) با نام اصلی هلنا وین، یک شخصیت خیالی ابرقهرمان در کتاب‌های کامیک آمریکایی منتشر شده توسط دی‌سی کامیکس است. این شخصیت توسط پل لویتس، جو استتون، و باب لیتون خلق شده‌است؛ که برای اولین بار و به‌طور همزمان در شمارهٔ ۱۷ از گلچین ادبی سوپراستارهای دی‌سی (نوامبر/دسامبر ۱۹۷۷) و شمارهٔ ۶۹ از مجموعه کمیک‌های آل استار حضور پیدا کرد. هلنا وین دختر بتمن زمین-۲ و زن گربه‌ای در جهان موازی و دنیای متناوب ایجاد شده در دهه ۱۹۶۰ (میلادی) است. او یکی از چندین شخصیت دنیای دی‌سی به‌شمار می‌رود که عنوان هانترس را به یدک می‌کشد. هدف او در هویت هانترس بدام انداختن قاتل مادرش بود. هلنا همچنین در نقش شخصیت رابین در زمین-۲ نیز ظاهر شده‌است.